# Opel Zafira
Zafira je General Motorsov kompaktni jednovolumen, kojeg od 1999. godine u Europi prodaje Opel i koji je na tržištu smijenio neuspješnu Sintru. 
Zafira je bila tek drugi minivan u kompaktnoj klasi, nakon Renault Scénica, predstavljenog tri godine ranije, a bazirana je na platformi Astre iz 1998. s kojom dijeli mnoge sličnosti. 
Osim kao Opel, Zafira se prodaje i kao Vauxhall u Velikoj Britaniji, Holden u Australiji, te kao Chevrolet u Južnoj Americi, Meksiku i Tajlandu, dok se u Japanu naziva Subaru Traviq.
U ožujku 2005. na Ženevskom autosalonu je predstavljena i potpuno redizajnirana druga generacija, koja je u veljači 2008. doživjela facelift i dobila novu paletu motora.

## Galerija
- Zafira prve generacije
- Zafira pogonjena tekućim vodikom
- Zafira njemačkih vatrogasaca
- Opel Zafira C

## Vanjske poveznice
- Službena stranica  Arhivirana inačica izvorne stranice od 5. ožujka 2009. (Wayback Machine) (hrv.)

### Ostali projekti
|  | Zajednički poslužitelj ima još gradiva o temi Opel Zafira |